# Església parroquial de Sant Miquel de Vilafranca
L'església Parroquial de Sant Miquel, localitzada a sa Pobla de Bellestar, Vilafranca, a la comarca dels Ports, és un lloc de culte catòlic catalogat com Bé de rellevància local, segons la Disposició Addicional Cinquena de la Llei 5/2007, de 9 de febrer, de la Generalitat Valenciana, de modificació de la Llei 4/1998, d'11 de juny, del Patrimoni Cultural Valencià (DOCV Núm. 5.449 / 13/02/2007), amb codi identificatiu: 12.02.129-004.

## Història
Històricament, el primer nucli poblacional del qual més tard es coneixeria com a Vilafranca va ser la nomenada Pobla del Bellestar, o del Ballestar, o de Sant Miquel, ja que la hi coneixien per tots aquests diversos noms. Es tractava d'un llogaret a uns sis quilòmetres al nord-oest de Vilafranca, a la qual s'accedeix en l'actualitat per la carretera CV-15, que és la mateixa que ha de prendre's per arribar al Santuari del Llosar, passat aquest i seguint el camí en direcció a l'Anglesola. El llogaret se situa al costat del Riu de les Truites que servia de frontera administrativa, històrica i lingüística entre València i Aragó, raó per la qual, el pont, gòtic del segle xiii que servia de pas per creuar aquest riu, tenia un peatge.
Aquesta ermita, dedicada a Sant Miquel, és la més antiga de la comarca i possiblement una de les més antigues de la Comunitat Valenciana, datant de finals del segle xiii.
Quan es va edificar era la parròquia d'aquests pobladors i independent de l'existent més tard en Villafranca. Però l'any 1445, va passar a ser depenent de l'Església Parroquial de Santa Maria Magdalena. Malgrat tot, pot documentar-se el manteniment del culte en el temple de forma continuada.
Pot afirmar-se que tant l'ermita de Sant Miquel (d'estil romànic de transició al gòtic), com el pont gòtic (per on va passar Jaume I d'Aragó des d'Aragó per conquerir València), la torre duana dels Brusca i les masies adjacents; constitueixen un conjunt arquitectònic d'un valor artístic i històric incalculable.

## Descripció
Es tracta d'un típic temple de transició del romànic al gòtic, dels quals es diuen "de Reconquesta". Durant el segle xvi es va realitzar en ell una intervenció que va reformar la portada, produint-se la retirada de l'original (que s'explica va passar a ser part de la façana de l'antiga escola), L'any 1983 es va procedir a la seva restauració per la Direcció general de Belles arts, raó per la qual ha arribat als nostres dies en un adequat estat de conservació i mantenint el culte regular.
Es troba en una plaça de petites dimensions, envoltada d'altres edificis. Té petita grandària, planta rectangular i coberta a dues aigües rematada amb teula àrab, de la qual surt un ràfec que presenta com a decoració maons pintats seguint la tècnica “socarrat”, dels quals molts s'han perdut amb el pas dels anys. La façana està blanquejada, amb carreus que reforcen les cantonades i grans dovelles formant l'arc de mig punt que constitueix la porta d'accés al temple. Sobre la porta hi ha un ócul abocinat i en la part superior esquerra de la façana, es remata amb una espadanya amb la seva campana.
Interiorment presenta una sola nau amb sòl de llosetes i cor alt als peus. La coberta deixa veure l'entramat de bigues de fusta que recauen sobre dos arcs apuntats que arrenquen d'unes columnes amb capitells. L'accés al presbiteri es fa a través d'unes escales i des d'ell es pot entrar en la sagristia. La capçalera del temple és llisa i en ella estava situat en un primer moment el retaule de Bernat Serra datat del 1429, que es va traslladar a l'església parroquial de Santa Magdalena de Vilafranca.
La festa de Sant Miquel se celebra l'últim diumenge de setembre (Sant Miquel és el 29 de setembre), duent-se a terme un romiatge amb repartiment de “panets” o “prima” entre els assistents, amb marcat accent festiu i popular; encara que el 8 de maig es realitza un altre romiatge de característiques semblants, però amb un marcat caràcter penitent.